# Bakerella tricostata
Bakerella tricostata är en tvåhjärtbladig växtart som först beskrevs av Paul Lecomte, och fick sitt nu gällande namn av Simone Balle. Bakerella tricostata ingår i släktet Bakerella och familjen Loranthaceae. Inga underarter finns listade i Catalogue of Life.